# Même pas peur
Pour plus de détails, voir Fiche technique et Distribution.
Même pas peur (Ik ben echt niet bang!) est un film documentaire néerlandais, réalisé par Willem Baptist, sorti en 2010.
La première du film a eu lieu au 23e Festival international du film documentaire d'Amsterdam (IDFA). Le film a été projeté dans plus de 90 festivals à travers le monde.

## Synopsis
Le film raconte l'histoire d'un enfant de neuf ans, Mack Bouwense, qui, malgré une anomalie cardiaque (situs inversus), veut devenir champion de motocross.

## Fiche technique
- Titre : Même pas peur
- Titre original : Ik ben echt niet bang!
- Titre anglais : I'm Never Afraid!
- Réalisation : Willem Baptist
- Scénario : Willem Baptist
- Photographie : Dirk-Jan kerkkamp
- Montage : Albert Markus
- Son : David Spaans
- Production : Kaliber Film
- Coproduction : VPRO
- Pays d'origine : Pays-Bas
- Durée : 25 minutes
- Date de sortie : 20 novembre 2010

## Récompenses et distinctions
- Même pas peur a remporté le Prix du Jury au Kinderkast Cinekid à Amsterdam et a reçu plusieurs prix à l'étranger, y compris une Golden Gate Award lors du 55e Festival international du film de San Francisco.
- En 2012, le documentaire a été nommé pour un prix de l'industrie de la télévision par l'Institut néerlandais pour Sound and Vision[1],[2].

## Diffusion
Le 20 novembre 2010, le film a été diffusé à la télévision aux Pays-Bas sur Nederland 3. En 2014, la chaîne franco-allemande Arte a diffusé le film pour les pays de langue germanique sous le titre alternatif Kleine große Helden – Angst kenne ich nicht et dans les pays francophones avec le titre Même pas peur,.
Même pas peur est-ce l'un des derniers documentaires filmé en 16 mm celluloïd aux Pays-Bas.